# Critérium des 5 ans
Groupe I
Le Critérium des 5 ans est une course hippique de trot attelé se déroulant en septembre sur l'hippodrome de Vincennes.
C'est une course de Groupe I réservée aux chevaux de 5 ans, hongres exclus, ayant gagné au moins 51 000 €. L'allocation s'élève à 300 000 €, dont 135 000 € pour le vainqueur.
Cette épreuve voit s'affronter les meilleurs trotteurs français de 5 ans, et permet de situer les chevaux. Les plus grands cracks ont souvent inscrits leur nom au palmarès de cette course.
Le critérium des 5 ans se court depuis 2025 sur la distance de 2 850 mètres grande piste (3 000 mètres auparavant), départ volté. La première édition date de 1942. Depuis, seules onze femelles ont inscrit leur nom au palmarès, parmi lesquelles Masina, Roquépine et Lady d'Auvrecy.
Elle fait partie depuis 2022 de la Compétition Critériums 3/4/5. Les Critériums représentent les Championnats de France au Sulky pour les jeunes promotions.

## Records
- Record de la course : 1'11"5 (Up and Quick, 2013)
- Record pour les drivers : 4 victoires (Jean-René Gougeon et Charley Mills)
- Triplé Critérium des 3 ans - 4 ans - 5 ans : Jorky (1978 - 1979 - 1980) et Fleuron Perrine (1996 - 1997 - 1998).

## Palmarès depuis 1954
| Année | Vainqueur          | Père               | Driver                | Entraîneur            | Propriétaire             | Deuxième           | Troisième          | Réd.km |
| ----- | ------------------ | ------------------ | --------------------- | --------------------- | ------------------------ | ------------------ | ------------------ | ------ |
| 2024  | Josh Power         | Offshore Dream     | Sébastien Ernault     | Sébastien Ernault     | Écurie BG Trot           | Jushua Tree        | Just Love You      | 1'11"8 |
| 2023  | Idao de Tillard    | Severino           | Clément Duvaldestin   | Thierry Duvaldestin   | Cyril Sevestre           | Inmarosa           | It's a Dollarmaker | 1'11"7 |
| 2022  | Hussard du Landret | Bird Parker        | Benoît Robin          | Benoît Robin          | Benoît Robin             | Hohneck            | Happy Valley       | 1'12"4 |
| 2021  | Galius             | Love You           | Yoann Lebourgeois     | Séverine Raimond      | Séverine Raimond         | Gangster du Wallon | Ganay de Banville  | 1'13"  |
| 2020  | Face Time Bourbon  | Ready Cash         | Björn Goop            | Sébastien Guarato     | Scuderia Bivans Srl      | Feliciano          | Flamme du Goutier  | 1'12"1 |
| 2019  | Eugénito du Noyer  | Saxo de Vandel     | Éric Raffin           | Jean-Michel Baudouin  | Écurie Ostheimer         | Énino du Pommereux | Épic Julry         | 1'12"2 |
| 2018  | Davidson du Pont   | Pacha du Pont      | Jean-Michel Bazire    | Jean-Michel Bazire    | Écurie Albert Rayon      | Délia du Pommereux | Détroit Castelets  | 1'12"5 |
| 2017  | Carat Williams     | Prodigious         | David Thomain         | Sébastien Guarato     | Françoise Deboudaud      | Charly du Noyer    | Coquin Bébé        | 1'13"  |
| 2016  | Bold Eagle         | Ready Cash         | Franck Nivard         | Sébastien Guarato     | Écurie Pierre Pilarski   | Bélina Josselyn    | Baltic Charm       | 1'14"  |
| 2015  | Ave Avis           | Kesaco Phedo       | Jean-Michel Bazire    | Jean-Michel Bazire    | Ottavia Roffi-Urano      | Akim du Cap Vert   | Africaine          | 1'12"6 |
| 2014  | Vabellino          | Ouragan de Celland | Éric Raffin           | Sébastien Guarato     | Écurie Podium            | Vulcain de Vandel  | Viking de Val      | 1'12"7 |
| 2013  | Up and Quick       | Buvetier d'Aunou   | Franck Nivard         | Franck Leblanc        | Écurie Quick Star        | Uhlan du Val       | Univers de Pan     | 1'11"5 |
| 2012  | The Best Madrik    | Coktail Jet        | Christophe Martens    | Jean-Étienne Dubois   | Écurie des As            | Tintin d'Écouves   | Timoko             | 1'12"9 |
| 2011  | Scoop d'Yvel       | Quadrophénio       | Mathieu Fribault      | Daniel Béthouart      | Daniel Béthouart         | Sévérino           | Santa Rosa France  | 1'12"7 |
| 2010  | Roc Meslois        | Look de Star       | Pierre Belloche       | Pierre Belloche       | Écurie Bois Doufray      | Renommée d'Obret   | Récia du Closet    | 1'13"4 |
| 2009  | Queen's Glory      | Love You           | Jean-Philippe Dubois  | Jean-Philippe Dubois  | Jean-Philippe Dubois     | Quarla             | Quilien d'Isques   | 1'13"1 |
| 2008  | Paris Haufor       | Vivier de Montfort | Christian Bigeon      | Christian Bigeon      | Christian Bigeon         | Pirogue Jenilou    | Prince Gédé        | 1'13"3 |
| 2007  | Ozio Royal         | Cézio Josselyn     | Jean-Michel Bazire    | Jean-Michel Bazire    | Écurie Yvan Bernard      | Offshore Dream     | Oiseau de Feux     | 1'13"8 |
| 2006  | Notre Haufor       | Podosis            | Christian Bigeon      | Christian Bigeon      | Christian Bigeon         | Nouba du Saptel    | Nuage Noir         | 1'14"1 |
| 2005  | Meaulnes du Corta  | Voici du Niel      | Pierre Levesque       | Pierre Levesque       | Jean-Pierre Barjon       | Mara Bourbon       | My Love Lady       | 1'14"4 |
| 2004  | Lady d'Auvrecy     | Dorenzo            | Sébastien Baude       | Franck Harel          | Franck Harel             | Lolo de Vauvert    | Loumana Flor       | 1'14"5 |
| 2003  | Kenya du Pont      | Baccarat du Pont   | David Janvier         | Jean-Luc Janvier      | Christian Cavanna        | Kérido du Donjon   | Karikal            | 1'14"9 |
| 2002  | Jasmin de Flore    | Vivier de Montfort | Jos Verbeeck          | Michaël-Jean Ruault   | Philippe Dauphin         | Jasoda             | Jalba du Pont      | 1'14"9 |
| 2001  | Ipson de Mormal    | Biesolo            | Ulf Nordin            | Ulf Nordin            | E. Genin                 | Ingen              | Ipsos de Montfort  | 1'13"7 |
| 2000  | Handy Horse        | Théo del Amor      | Jean-Claude Hallais   | Freddy Chaudet        | Guy Chaudet              | Hextasia Volo      | Hulk des Champs    | 1'15"9 |
| 1999  | Général du Pommeau | Sébrazac           | Jules Lepennetier     | Jules Lepennetier     | Jacky Grisanti           | Goetmals Wood      | Giant Cat          | 1'13"6 |
| 1998  | Fleuron Perrine    | Ténor de Baune     | Jean-Baptiste Bossuet | Jean-Baptiste Bossuet | Écurie Ténor             | Finger Deus        | Filou de la Grille | 1'15"3 |
| 1997  | Élito de Manerbe   | Mon Ouiton         | Didier Brohier        | François Brohier      | Mme A. Poulin            | Écho               | Élise du Donjon    | 1'15"5 |
| 1996  | Défi d'Aunou       | Armbro Goal        | Jean-Étienne Dubois   | Jean-Étienne Dubois   | Jean-Étienne Dubois      | Djames de Clermont | Dryade des Bois    | 1'16"1 |
| 1995  | Coktail Jet        | Quouky Williams    | Jean-Étienne Dubois   | Jean-Étienne Dubois   | Daniel Wildenstein       | Camino             | Capitole           | 1'15"9 |
| 1994  | Balou Boy          | Moscantido         | Yves Dreux            | Yves Dreux            | Yves Dreux               | Bahama             | Blue Dream         | 1'15"7 |
| 1993  | Avenir de Sée      | Quito de Talonay   | Ulf Nordin            | Ulf Nordin            | Écurie Union             | Autour d'Aunou     | Alpha Barbés       | 1"17"3 |
| 1992  | Vivier de Montfort | Kronos du Vivier   | Christian Bigeon      | Christian Bigeon      | Philippe Dauphin         | Vourasie           | Vivaldi de Chenu   | 1'17"2 |
| 1991  | Ultra Ducal        | Buffet II          | Paul Viel             | Paul Viel             | Paul Viel                | Uri                | Uzo Charmeur       | 1'17"1 |
| 1990  | Ténor de Baune     | Le Loir            | Jean-Baptiste Bossuet | Jean-Baptiste Bossuet | Jean-Baptiste Bossuet    | Tabac Blond        | Tak Tak            | 1'16"5 |
| 1989  | Sébrazac           | Éjakval            | Michel Roussel        | Jean-Lou Peupion      | Albert Cayron            | Stirwen            | Sabre d'Avril      | 1'17"7 |
| 1988  | Rêve d'Udon        | Éjakval            | Yves Dreux            | Bernard Desmontils    | Bernard Desmontils       | Rodrigo            | Royal Ludois       | 1'20"7 |
| 1987  | Quartz             | Granit             | Jean-Claude Hallais   | Jean-Claude Hallais   | G. Lefèvre               | Quito de Talonay   | Querdowa           | 1'17"1 |
| 1986  | Pan de la Vaudère  | Ruy Blas IV        | Jean-Claude Hallais   | Louis Decaudin        | Louis Decaudin           | Paugayen Port      | Pabeilo            | 1'17"9 |
| 1985  | Ourasi             | Greyhound          | Jean-René Gougeon     | Jean-René Gougeon     | Raoul Ostheimer          | Ogorek             | Omnifer            | 1'18"7 |
| 1984  | Noble Atout        | Ura                | Jan Kruithof          | Jan Kruithof          | J.-F. Van Exter          | Néric Barbés       | Noiraud des Étangs | 1'19"6 |
| 1983  | Mon Ouiton         | Kerjacques         | Léopold Verroken      | Léopold Verroken      | L. Legrain               | Madone             | Mon Tourbillon     | 1'20"2 |
| 1982  | Lurabo             | Ura                | Michel-Marcel Gougeon | Jean-Lou Peupion      | Maurice Macheret         | Lutin d'Isigny     | Lindsey            | 1'19"  |
| 1981  | Kisin              | Vallenay           | Léopold Verroken      | Léopold Verroken      | Alec Weisweiller         | Katinka            | Kaiser Trot        | 1'18"3 |
| 1980  | Jorky              | Kerjacques         | Léopold Verroken      | Léopold Verroken      | Bernard Billard          | Javaza             | Jézabel d'Ouches   | 1'18"5 |
| 1979  | Idéal du Gazeau    | Alexis III         | Eugène Lefèvre        | Eugène Lefèvre        | Pierre-Jean Morin        | Igor du Beauvoisin | Idylle Charmeuse   | 1'18"6 |
| 1978  | High Echelon       | Patara             | Jean-Pierre Dubois    | Jean-Pierre Dubois    | Comte Paul de Senneville | Himère             | Hêtre Vif          | 1'19"9 |
| 1977  | Girl Blanche       | Seddouk            | Gérard Mascle         | Gérard Mascle         | Georges Moreau           | Garinella          | Gadamès            | 1'20"6 |
| 1976  | Feinte             | Kerjacques         | Jean-Pierre Viel      | Jean-Pierre Viel      | Albert Viel              | Feu Violet         | Feu Vert           | 1'21"5 |
| 1975  | Équiléo            | Paléo              | Bernard Froger        | Pierre-Désiré Allaire | Alain Delon              | Espoir de Sée      | Éléazar            | 1'20"3 |
| 1974  | Drassuh            | Hussard III        | Jacques Ensch         | Jacques Ensch         | Mme J. Ensch             | Dark               | Dimitria           | 1'20"4 |
| 1973  | Catharina          | Fandango           | Jean-Pierre Viel      | Jean-Pierre Viel      | Albert Viel              | Casdar             | Canino             | 1'20"8 |
| 1972  | Bill D             | Kerjacques         | André-Louis Dreux     |                       | Mme A. Dreux             | Buffet II          | Bellino II         | 1'20"4 |
| 1971  | Amyot              | Garde-Moi          | Michel-Marcel Gougeon |                       | A. Poupard               | Aramis IX          | Arménie            | 1'20"2 |
| 1970  | Vanina B           | Carioca II         | Jean-René Gougeon     |                       | B. Billard               | Vinci II           | Vat                | 1'19"4 |
| 1969  | Upsalin            | Écusson            | Louis Sauvé           |                       | Henri Levesque           | Uno                | Urielle            | 1'19"9 |
| 1968  | Ténébreuse D       | Fandango           | Henri Cogné           |                       | L. Darondel              | Tony M             | Toscan             | 1'20"  |
| 1967  | Seigneur           | Vermont            | Michel-Marcel Gougeon |                       | P. Mas                   | Sabi Pas           | Sonore             | 1'21"7 |
| 1966  | Roquépine          | Atus II            | Henri Levesque        |                       | Henri Levesque           | Ricotte            | Rex Grandchamp     | 1'22"1 |
| 1965  | Quasipyl           | In Extremis        | Eddy Freundt          |                       | Mme A. Moreau            | Quand Même         | Quirinus III       | 1'20"8 |
| 1964  | Patara             | Gutemberg A        | André Faure           |                       | Mme R. Van Rillas        | Panipa             | Prince Vendéen     | 1'20"2 |
| 1963  | Olten L            | Carioca II         | Jean-René Gougeon     |                       |                          | Olivier B          | Osembe             | 1'22"8 |
| 1962  | Nicias Grandchamp  | Fandango           | Jean-René Gougeon     |                       | Comte de Montesson       | Narvick DJ         | Newstar            | 1'21"  |
| 1961  | Masina             | Quinio             | François Brohier      |                       | Henri Levesque           | Mick d'Angerieux   | Miss Anna LB       | 1'20"8 |
| 1960  | Le Roi d'Atout D   | Échec au Roi       | Georges Dreux         |                       | Mme A. Dreux             | Le Postillon       | L'X                | 1'22"  |
| 1959  | Kerjacques         | Quinio             | Bernard Simonard      |                       | M. Buquet                | Kenilworth         | Kalise             | 1'22"8 |
| 1958  | Jamin              | Abner              | Jean Riaud            |                       | Camille Olry-Roederer    | Jariolain          | Job                | 1'20"2 |
| 1957  | Icare IV           | Javari             | Henri Levesque        |                       | Henri Levesque           | Infante II         | Ivacourt           | 1'21"6 |
| 1956  | Honoré II          | Just Volo          | René Goullier         |                       | P. Lambert               | Horus L            | Hussard III        | 1'23"8 |
| 1955  | Gao B              |                    | Marcel Vercruysse     |                       | Mme F. Marsang           | Gutemberg A        | Gi                 | 1'23"1 |
| 1954  | Fortunato II       | Quito T            | Charley Mills         |                       | J. Gauvreau              | Fuchsia VII        | Fandango           | 1'22"2 |